# Destinazione Piovarolo
Destinazione Piovarolo è un film italiano del 1955 diretto da Domenico Paolella.

## Trama
15 marzo 1922: il ferroviere napoletano Antonio La Quaglia, dopo tre anni di attesa, si aggiudica l'ultimo posto di capostazione disponibile, nella sperduta località di Piovarolo. Qui lo attende con ansia il collega che andrà a sostituire, con la sua famiglia. La Quaglia non tarda a comprendere per quale motivo il collega fosse così felice di andarsene: nel paesino ferma un solo treno al giorno e la vita scorre decisamente monotona. Come se non bastasse, il tempo è sempre brutto e fa notizia l'uscita del sole. Unico svago del capostazione è giocare a distanza partite a scacchi tramite il telegrafo con i colleghi di altre stazioni.

Marisa Merlini e Totò

Un giorno scende dal treno la nuova maestra del paese, Sara, che cade perché il mezzo non aveva ancora arrestato la sua corsa. Irritata per l'accaduto, fa rapporto e La Quaglia subisce un rimprovero. Le settimane passano e il vecchio Ernesto, abitante di Piovarolo e trombettiere di Garibaldi, è moribondo. Ha voluto vestirsi con la sua divisa di Calatafimi, e in punto di morte chiede di parlare col capostazione perché vuole indossarne il berretto nuovo, molto simile a quello dei garibaldini, che purtroppo gli è stato mangiato dai topi, ma Antonio si rifiuta.
Intanto il deputato socialista Marcello Gorini arriva apposta da Roma a chiedere all'uomo di avallare e sottoscrivere che Garibaldi abbia detto "Caro Nino, qui si fa l'Italia socialista o si muore". Ernesto si rifiuta ma interviene Antonio, disponibile a cedere il suo berretto per convincere l'anziano trombettiere a sottoscrivere quanto richiesto, in cambio del suo trasferimento dal paese tramite l'onorevole.
A Roma intanto popolari e socialisti si sono alleati al governo e insieme gli offrono il trasferimento a Viterbo o a Massa Carrara, ma l'uomo vorrebbe invece andare a lavorare nella sua Napoli. Viene accontentato, ma è sabato 28 ottobre 1922 e il telegrafo batte il messaggio che l'Italia è diventata fascista.

Enrico Viarisio, Paolo Stoppa e Totò

Durante il regime una lettera gli comunica il trasferimento da Piovarolo a Rocca Imperiale, ma è solo il paese che ha cambiato nome. Sono in atto le nuove disposizioni: prevedono un bonus per le coppie che hanno almeno due figli e così La Quaglia decide di prendere moglie. Si fa avanti Sara, la maestra locale, che è nubile ma è figlia di un ebreo; alla donna viene suggerito di prendere marito, soprattutto per cambiare cognome, e senza preclusioni si mette a corteggiare Antonio.
Ben presto i due si sposano, ma i presagi sono infausti: proprio la prima notte di nozze ci sono 18 treni di passaggio che non consentono loro di stare insieme. Non solo, ma Antonio accumula note negative e viene anche rimproverato, con una lettera datata 16 gennaio 1939, perché sua moglie non è di razza ariana.
Il tempo passa e le ambizioni di carriera di Antonio diventano sempre più irraggiungibili, anche dopo la fine del fascismo. Egli fa di tutto per chiedere un trasferimento, ma senza successo. Intanto la figlia è diventata una bella e giovane ragazza annoiata dalla vita del paese e vogliosa di diventare attrice.
Proprio lei, facendo rotolare un piccolo masso vicino ad un paesano che passava, involontariamente scatena la notizia, che girando di voce in voce si ingigantisce sempre di più e alla fine diventa quella della montagna che è franata. Sara sostiene le ambizioni della figlia e rimprovera ad Antonio di essere un fallito, quando arriva una telefonata: su un treno di passaggio viaggia il ministro delle comunicazioni. Antonio approfitta della notizia della presunta "frana" della montagna di Pizzolungo per fermare il treno. L'uomo spera di poter ricevere un encomio dal Ministro per aver salvato vite umane, ma a causa della frana inesistente e della successiva segnalazione di demerito dello zelante segretario del ministro, le cose andranno diversamente.

## Produzione
Girato su pellicola Ferrania C.7, sonoro Western Electric, sviluppo e stampa Istituto Luce, fa il paio con il film Il coraggio girato sempre nello stesso anno con il medesimo regista.

### Ambientazione
La scena della pubblicazione della graduatoria del concorso per capostazione fu girata nel cortile della Villa Patrizi sede, allora come oggi, delle Ferrovie dello Stato.
Le scene ambientate nel fittizio paese di Piovarolo furono girate nel comune di Mazzano Romano, mentre quelle ambientate nei pressi della stazione furono girate nella stazione di Salone, alla periferia est di Roma, sulla ferrovia Roma-Pescara. Il toponimo "Rocca Imperiale", usato sia per il paese sia per la stazione durante il ventennio fascista, esiste e riguarda un comune calabrese (provincia di Cosenza) della costa jonica; il quale conta anche una stazione.

## Canzoni
Achille Togliani canta la canzone Abbracciato cu 'tte di Antonio de Curtis.